# Claudius Marx
Claudius Marx (* 16. Januar 1959) ist ein deutscher Jurist. Von 2006 bis 2023 war er Hauptgeschäftsführer der Industrie- und Handelskammer Hochrhein-Bodensee mit Sitz in Konstanz.

## Leben
Marx studierte von 1980 bis 1987 Rechtswissenschaften sowie Betriebs- und Volkswirtschaftslehre und Soziologie an der Universität Trier, der Universität Urbino und der Universität La Sapienza Rom. 1993 wurde er an der Universität Trier bei Knut Amelung mit einer Arbeit über behördliche Genehmigungen im Strafrecht zum Dr. jur. promoviert. Er absolvierte das postgraduale Masterstudium „European and International Business Law“ an der Universität St. Gallen mit Abschluss M.B.L.-HSG. 
Von 1991 bis 1999 war er als Rechtsanwalt tätig, von 1994 bis 1999 leitete er die Rechtsabteilung der IHK Hochrhein-Bodensee. Seit 2006 ist er Hauptgeschäftsführer der IHK Hochrhein-Bodensee mit Sitz in Konstanz.
Claudius Marx war seit 1999 Professor für Handels- und Außenhandelsrecht an der Hochschule Trier / Umwelt-Campus Birkenfeld (beurlaubt). Er hatte zudem einen Lehrauftrag für Gesellschaftsrecht an der Universität St. Gallen. 
2001 gründete er mit Georg Wenglorz die wirtschaftsjuristische Kanzlei Marx Wenglorz & Partner auf der Insel Reichenau.

## Wirken
Claudius Marx hat zahlreiche Veröffentlichungen im Wirtschafts- und Wirtschaftsverwaltungsrecht sowie im gewerblichen Rechtsschutz verfasst. Insbesondere im europäischen Markenrecht hat er sich einen Namen erworben.
Er wurde 2006 von Jürgen Zöllner, rheinland-pfälzischer Wissenschaftsminister, mit dem rheinland-pfälzischen Lehrpreis in der Fächergruppe Gesellschafts-, Rechts- und Wirtschaftswissenschaften ausgezeichnet.

## Schriften
- Die behördliche Genehmigung im Strafrecht, Nomos 1993, ISBN 3-7890-2879-7
- Schuldrechtsreform 2002. Das neue Vertragsrecht, Haufe 2002, ISBN 3-448-04788-0, zusammen mit Georg Wenglorz
- Deutsches und europäisches Markenrecht. Handbuch für die Praxis, Luchterhand 2007, ISBN 3-472-02193-4
- Deutsches, europäisches und internationales Markenrecht, Luchterhand 2. Auflage 2007, ISBN 3-472-06611-3